# Barbus peloponnesius
Barbus peloponnesius är en fiskart som beskrevs av Achille Valenciennes 1842. Barbus peloponnesius ingår i släktet Barbus och familjen karpfiskar. IUCN kategoriserar arten globalt som livskraftig. Inga underarter finns listade.